# 박중현 (1968년)
박중현(朴重炫, 1968년 5월 14일 ~ )은 대한민국의 의사 출신 정치인으로 제5대 충청남도 천안시의원이었다.

## 학력
- 잠실초등학교
- 잠실중학교
- 잠실고등학교
- 연세대학교 의과대학 의학 학사 졸업

### 비학위 수료
- 연세대학교 대학원 의학 박사 수료

## 경력
- 2000 ~ 2004 연세비뇨기과 원장
- 2006.07 ~ 2008.02 제5대 충청남도 천안시의회 의원
- 2006.07 ~ 2008.02 제5대 충청남도 천안시의회 전반기 총무환경위원회 위원
- 대전지방검찰청 천안지청 검찰의료 자문위원회 총무
- 대한의사협회 충남지부 기획이사
- 천안시 소년교도원 촉탁의료자문위원회 위원
- 멘파워비뇨기과의원 천안센터 원장
- 연세대학교 의과대학 외래교수
- 2011.09 제7대 천안시 볼링협회 회장
- 글로벌교육포럼 상임대표
- 새누리당 충남도당 부위원장
- 여의도연구원 정책자문위원
- 이화여자대학교 의과대학 외래교수
- 천안백석대학교 외래교수
- 민주평화통일자문위원회 천안시 남북위원장
- 충남좋은학교만들기학부모모임 수석 공동대표
- 천안시 의료관광협회 회장
- 천안시 장애인체육회 이사
- 천안시 축구협회연합회 회장

## 역대 선거 결과
|  | 18.86% |

|  | 14.25% |

|  | 8.34% |

## 참고 자료
- 블로그
- 박중현 - X